# Les Neuf Reines
Pour plus de détails, voir Fiche technique et Distribution.
Les Neuf Reines (titre original : Nueve reinas) est un film argentin réalisé par Fabián Bielinsky, sorti en 2000.

## Synopsis
À Buenos Aires, Marcos, un escroc expérimenté, et Juan, un débutant, se rencontrent par hasard et le premier, dont le partenaire habituel est introuvable, propose au second d'être son associé pour la journée. Après avoir réalisé quelques petites arnaques, Marcos et Juan sont appelés dans un grand hôtel, où travaille Valeria, la sœur de Marcos (avec qui il a de très mauvaises relations car il essaie de récupérer l'héritage de leurs parents pour lui seul), par Sandler, un faussaire, ancien associé de Marcos. Sandler a falsifié des timbres rares, les Neuf Reines, dans le but de les vendre à Vidal Gandolfo, un riche collectionneur espagnol actuellement client de l'hôtel, mais a eu un malaise (lipothymie) et se trouve contraint de leur transmettre l'affaire. Juan et Marcos vont voir Gandolfo, qui doit quitter le pays le lendemain, et celui-ci leur offre 450 000 $ pour les timbres en leur disant de revenir le soir-même pour faire l'échange. Mais les choses commencent à mal tourner pour les deux escrocs lorsque des voleurs à moto leur dérobent les timbres et que ceux-ci finissent dans une rivière. 
Juan et Marcos rendent visite à Berta, la sœur de Sandler, qui possède les vrais timbres. Celle-ci accepte de leur vendre pour 250 000 $. Marcos, en réunissant ses économies, possède 200 000 $ et Juan a juste de quoi mettre les 50 000 $ restants. Juan soupçonne ouvertement son associé de vouloir l'arnaquer car la coïncidence lui semble trop parfaite mais il finit par accepter à contrecœur. Juan et Marcos achètent donc les timbres à Berta et retournent voir Gandolfo. Mais celui-ci a entretemps décidé de rajouter une exigence pour conclure la transaction : il veut passer la nuit avec Valeria. Quand Marcos expose le marché à Valeria, celle-ci accepte à condition que Marcos explique à Federico, leur jeune frère qui idolâtre Marcos, comment il bloque l'héritage par ses manœuvres. Federico prend très mal cet aveu et frappe Marcos.
Le lendemain matin, Gandolfo, apparemment fort satisfait de sa nuit, paye les timbres avec un chèque certifié. Juan et Marcos vont à la banque qui l'a émis pour l'encaisser et, sur le trajet, Marcos tente avec l'aide d'un complice de récupérer le chèque pour lui seul. Mais le complice est insuffisamment préparé et Juan déjoue l'arnaque. En arrivant devant la banque, Juan et Marcos voient un attroupement devant la banque fermée. Marcos se renseigne auprès d'un employé de sa connaissance qui lui dit que la banque est en faillite et que le chèque ne vaut par conséquent plus rien. Juan et Marcos sont donc ruinés. Juan rentre chez lui et, lors d'un retournement final, il se rend à un entrepôt où se trouvent les voleurs à moto, Sandler, Berta et Vidal Gandolfo. Juan s'avère être le fiancé de Valeria et avait manigancé toute l'affaire depuis le début, avec divers complices, afin d'arnaquer Marcos pour se venger de tous les tracas que celui-ci a causé à sa sœur.

## Fiche technique
- Titre français: Les Neuf Reines
- Titre original : Nueve reinas
- Réalisation : Fabián Bielinsky
- Scénario : Fabián Bielinsky
- Décors : Daniela Passalaqua
- Costumes : Monica Torschi
- Photographie : Marcelo Camorino
- Montage : Sergio Zottola
- Musique : César Lerner
- Production : Cecilia Bossi et Pablo Bossi
- Société de production : Patagonik Film Group
- Budget : 1 500 000 $
- Pays d'origine :  Argentine
- Langue originale : espagnol
- Format : couleur - 1,85:1 - Son Dolby - 35mm
- Genre : Thriller et drame
- Durée : 114 minutes
- Date de sortie : 
  -  Argentine : 31 août 2000
  -  France : 4 septembre 2002

## Distribution
- Gastón Pauls (VF : Bruno Choel) : Juan
- Ricardo Darín (VF : Gabriel Le Doze) : Marcos
- Leticia Brédice (VF : Sophie Riffont) : Valeria
- Tomás Fonzi : Federico
- Ignasi Abadal : Vidal Gandolfo
- Elsa Berenguer : Berta
- Oscar Nuñez : Sandler
- Celia Juárez : madame Sandler

## Production
Fabián Bielinsky a d'abord écrit le scénario des Neuf Reines, sans trouver de producteur pendant deux ans. C'est seulement après que son script a gagné un concours de scénario organisé par la société de production Patagonik Film Group, qui promet au vainqueur le financement total de la production du film, qu'il parvient à tourner son film. 
Dans un souci de réalisme, toutes les scènes du film sont tournées dans des décors naturels, et certaines scènes se passant dans la rue ont même été tournées en caméra cachée. Les scènes se déroulant dans l'hôtel étaient tournées en premier, dans l'hôtel Hilton de Buenos Aires, qui venait alors tout juste d'être inauguré. Toutes les petites arnaques auxquelles on assiste au début du film sont vraies, Fabián Bielinsky ayant fait des recherches dans les archives des journaux de Buenos Aires pour se documenter sur le sujet. La seule qu'il a inventée est la façon dont Marcos se procure son journal.

## Accueil

### Box-office
Le film a rapporté au box-office mondial 12 413 888 $. Il a attiré dans les salles 210 842 spectateurs aux États-Unis et 815 879 spectateurs en Europe, dont 468 556 en Espagne et 157 341 en France.

### Accueil critique
Le film recueille 92 % de critiques positives, avec une note moyenne de 7,5⁄10 et sur la base de 93 critiques collectées, sur le site internet Rotten Tomatoes. Sur le site Metacritic, il obtient un score de 80⁄100, sur la base de 30 critiques collectées.  
En France, le film a également été très bien accueilli par la critique. Les Inrockuptibles évoquent « un divertissement virtuose et créatif », Libération « un film acide et savoureux, mais presque trop malin », Le Nouvel Observateur « un audacieux mélange de polar et de critique sociale servi par une interprétation en tout point impeccable » et Mad Movies un film « jamais ennuyeux qui file à un bon train ».

## Récompenses et distinctions
Sauf mention contraire, cette liste provient d'informations de l'Internet Movie Database. 

### Récompenses
- Condor d'argent du meilleur film, du meilleur acteur (Ricardo Darín), du meilleur réalisateur, du meilleur scénario original, de la meilleure photographie, du meilleur montage et du meilleur second rôle féminin (Elsa Berenguer) en 2001.
- Prix du public et prix du meilleur réalisateur au Festival du film de Bogota en 2001.
- Prix du meilleur acteur (Ricardo Darín et Gastón Pauls) au festival du cinéma d'Amérique latine de Biarritz en 2001.
- Grand prix et prix du public au Festival du film policier de Cognac en 2002.
- Prix du meilleur scénario au festival Fantasporto en 2002.
- Prix Sant Jordi du cinéma du meilleur acteur étranger pour Ricardo Darín en 2002.

### Nominations
- Prix du meilleur film au Festival du film de Bogota en 2001.
- British Independent Film Award du meilleur film étranger en 2002.

## Remake
Le succès critique et dans les salles des Neuf Reines vaut à Fabián Bielinsky des propositions d'Hollywood, qu'il décline. Gregory Jacobs, assistant de Steven Soderbergh, en réalise un remake en 2004, sous le titre en anglais Criminal.